# Arrondissement di Calais
L'arrondissement di Calais è una suddivisione amministrativa francese, situata nel dipartimento del Passo di Calais e nella regione dell'Alta Francia.

## Composizione
L'arrondissement di Calais raggruppa 28 comuni in 5 cantoni:
- cantone di Calais-Centre
- cantone di Calais-Est
- cantone di Calais-Nord-Ovest
- cantone di Calais-Sud-Est
- cantone di Guînes